# Луций Валерий Поцит (началник на конницата 331 пр.н.е.)
Вижте пояснителната страница за други личности с името Луций Валерий Поцит.
Луций Валерий Поцит (на латински: Lucius Valerius Potitus) e политик на Римската република.
Той е син на Гай Валерий Поцит (военен трибун 370 пр.н.е.) и брат на Гай Валерий Поцит Флак (консул 331 пр.н.е.).
Луций Валерий Поцит e началник на конницата през 331 пр.н.е. при диктатор Гней Квинтилий Вар.